# Ängelholm (stacja kolejowa)
Ängelholm (szwedzki: Ängelholms station) – stacja kolejowa w Ängelholm, w regionie Skania, w Szwecji. Znajduje się na Västkustbanan, 600 m od centrum Ängelholm. Stacja została otwarta w 1885 roku i jest zarządzana przez Skånetrafiken, a obsługiwana przez pociągi Pågatågen oraz regionalne Öresundståg.

## Linie kolejowe
- Västkustbanan
- Godsstråket genom Skåne